# Флаг Вереи
Флаг городского поселения Вере́я Наро-Фоминского муниципального района Московской области Российской Федерации — опознавательно-правовой знак, служащий официальным символом муниципального образования.
Флаг утверждён 27 октября 2006 года решением Совета депутатов городского поселения Верея № 3/17 и 8 декабря 2006 года внесён в Государственный геральдический регистр Российской Федерации с присвоением регистрационного номера 2718.

## Описание
«Флаг городского поселения Верея представляет собой прямоугольное белое полотнище с отношением ширины к длине 2:3, на котором красными и жёлтыми цветами изображены зубчатая, доходящая до краёв полотнища стена с верейными столбами и полуоткрытыми воротами».

## Обоснование символики
Флаг составлен на основании герба городского поселения Верея по правилам и соответствующим традициям вексиллологии и отражает исторические, культурные, социально-экономические, национальные и иные местные традиции.
Герб городского поселения Верея составлен на основе исторического герба уездного города Вереи Московской губернии, утверждённый 16 (29) марта 1883 года и гласящий:

В серебряном щите, между двумя червлеными зубчатыми стенами, с золотыми швами, две червленые же вереи, с полуоткрытими воротами, приборы которых золотые. В вольной части герб Московский. Щит увенчан серебряною башенною короною о трёх зубцах. За щитом накрест положенные золотые молотка, соединённые Александровскою лентою.

Вереями называют столбы, на которые навешивают ворота (двери). Если же ворота из одной половины, то второй столб называют не верейным, а притворным. Приборами — называют те детали, которые устанавливают на столбы и ворота: засовы, скобы, петли и др. Таким образом флаг — гласный, указывающий на имя города. Но едва ли название города произошло от названия столбов. Наиболее вероятной считается версия, по которой имя города связано с его расположением на высоком берегу («возвышенное место») реки Протва. Однако геральдика допускает применение фигур, созвучных с именем города.
Красный цвет — символ мужества, решимости, трудолюбия, жизнеутверждающей силы красоты и праздника.
Жёлтый цвет (золото) — символ высшей ценности, богатства, прочности, силы, великодушия.
Белый цвет (серебро) — символ простоты, совершенства, благородства, мира и сотрудничества.